# Миодраг Илић
Миодраг Илић (Београд, 23. април 1934) српски је књижевник, претежно драмски писац, публицист, новинар, преводилац и педагог. Осим обимног драмског опуса остварио је прозна дела, филмске и телевизијске сценарије, публицистичка и теоријска дела у области медија, журнализма, политике и међународних односа; писао је новинске фељтоне, чланке и есеје о проблемима културе и позоришне критике; преводио са енглеског и италијанског језика; радио као предавач новинарства, естетике и драматургије електронских медија. Његов легат налази се у удружењу Адлигат.

## Живот
Родио се и школовао у Београду. Године 1961. дипломирао енглески језик и књижевност на Филозофском факултету, а 1966. завршио студије драматургије на Факултету драмских уметности у Београду, у класи професора Јосипа Кулунџића. Био запослен као новинар (сарадник и уредник) у „Вечерњим новостима“, „Београдској недељи“, „Радио ТВ ревији“ и Телевизији Београд (РТС). Био на положајима управника Београдског драмског позоришта (1975-80), директора Драме Народног позоришта (1982-90) и директора Програма за иностранство РТС (1990-97). Члан је Удружења књижевника Србије од 1967 и Удружења новинара Србије од 1991.
Основао Удружење драмских писаца Србије (са Ђорђем Лебовићем и М. Ђурђевићем) 1976. и био председник овог удружења (1978-80).
Написао је 35 драмa, које су извођене на многим сценама у земљи и иностранству, односно преко радија, или су објављене у групним, антологијским и самосталним издањима. Његове радио-драме (9 наслова) емитоване су на програмима радио-станица у бившој Југославији, а једна на програму SFB (Берлин), док је две Илићеве ТВ драме приказала РТС. Аутор изразито урбаног нерва, својим прозним делима "Где је крај улице", "Прохујало с кошавом" и "Љубав се зове Ванда" наставља традицију такозваног београдског романа, заокупљен темама посртања српске грађанске класе. Преводио је драмска и прозна дела са енглеског и италијанског језика, а у дугом периоду и популарни хумористички стрип „Породица Тарана“, објављиван у „Вечерњим новостима“ (1954-1989). Илићев превод је остао запамћен као изузетно духовита адаптација, која је на прави начин прибилижила читаоцима изворни дух овог стрипа.
Као телевизијски аутор реализовао је пет веома запажених документарних серија истраживачког жанра, од којих су две („Медијске империје“ и „Quo vadis, свете?“) преточене у књиге. Посветио се фељтонистици, теоријском раду у сфери журнализма и драматургије електронских медија, као аутор стручних текстова и педагог.

## Дела[8]

### Позоришне драме

#### Из савременог живота:
- Пред слепим зидом,
- Камелеони ,
- Кафана у луци ,
- Сан зимске ноћи,
- Машина за терор ,
- Вукоманов повратак ,
- Еквилибристи или љубав до гроба ,
- Рибе на дрвећу ,
- Ухвати звезду падалицу,
- Аписова клетва
- "Српске метаморфозе"

#### Историјске:
- Ћутње Слободана Раденика (по мотивима романа О. Давича, са С. Стојановићем) ,
- Пуч (Душан Силни) ,
- Хајкуна од Удбина
- "Вук и Милош"
- Легенда о земљи Лазаревој,
- Апис,
- Деспина (либрето за оперу о Оливери, кћери кнеза Лазара)

#### Драмске метафоре
- Илон – ишчезли град,
- Валцер поручника Нидригена

#### Комедије
- Погреб незахвалника,
- Вештац,
- Пси
- "Казанова против Дон Жуана"
- "Удаја старе даме"
- "Драги мој фиреру"
- "Влада у сенци"
- "Брак из рачуна

#### Биографске
- Коперник,
- Жанка ,
- Јеретик (о Баруху де Спинози) ,
- Крик из црне шуме (о Мартину Хајдегеру)
- "Арлекинова последња авантура" (о Браниславу Нушићу)
- Књаз" (о кнезу Михаилу Обреновићу)
- "Волите ли Нушића"

#### Драматизације
- Шала (по роману Милана Кундере)

### ТВ, радио-драме, сценарија
- Поликарп (радио),
- "За Сунцем" (радио-сценарио О В. Назору,са Б. Вучићевићем)
- Бродолом и како га извести (радио) ,
- Фонтана ала Медичи (радио) ,
- Човек који је зауставио сунце (ТВ),
- Операција (ТВ) ,
- Код Лондона (ТВ серија) ,
- Бубе у глави (филм)
- "У славу Вука" (сценарио за музичко-драмски спектакл)
- "Ескулап у возу" (сценарио за музичко-сценски паноптикум)
- "Како смо полетели" (сценарио за драмско-музички спектакл)
- "Новца нама треба" (сценарио за драмско-музички спектакл)
- Љубавник Лили Марлен" (филмски сценарио)
- "72" (Филмски сценарио, у коауторству с. Ренатом Новаковићем)
- "Београд - Холивуд - Београд" (филмски сценарио)
- "Бегунци" (филмски сценарио по роману "Прохујало са кошавом")
- "Вукоманов повратак" (филмски сценарио по истоименој драми)
- "Душан Силни" (сценарио за играни филм;+ сценарији 17 епизода ТВ серије)
- "Авијатичари" (сценарио за играни филм и 7 епизода ТВ серије).
- "На тромеђи" (сценарио за играни филм)

### Документарни филмови
- Џин на дну мора – операција Зента

### Документарне ТВ серије
- Медијске империје (8 емисија),
- Quo vadis, свете? (10 емисија),
- За бољи свет (26 емисија),
- Тај велики мали свет (8 емисија),
- Изазови демократије (10 емисија)

Напомена: Снимајући документарне ТВ емисије у 16 земаља интервјуисао је 147 истакнутих интелектуалаца, филозофа, научника, политичара и уметника, међу којима Н. Чомског, З. Бжежинског, В. Волкова, Хуанг Це Мина, лорда Карингтона. Ж. Мари де ла Горса, лорда Овена, Била Клинтона, Мишела Колона, Лоренса Иглбергера, Хелену Гускову...

### Проза
- Сведок у бекству (роман),
- Погреб у Таксону (роман, под псеудонимом Рој Патрик),
- Где је крај улице? (роман),
- Излет у Амстердам (новеле),
- Прохујало са кошавом (роман)
- "Љубав се зове Ванда" (роман)

### Књиге - публицистички радови
- Лажи дугих ногу – медијски рат и око њега,
- Медијске империје,
- Quo vadis, свете?,
- Телевизијско новинарство,
- Рађање телевизијске професије
- Монографија Опере и театра Мадленианум у три тома (аутор књиге о драмској продукцији и већине прилога у књизи "Две деценије")
- "Охоли Гуливер и гневни Лилипутанци"

### Књиге драма
" Апис", самост. изд. 1988
"Драме о великанима" ("Душан Силни", "Легенда о земљи Лазаревој", "Коперник", "Јеретик" (о Б. де Спинози), "Вук и Милош" , "Крик из црне   шуме" (о М. Хајдегеру). изд. Албатрос+, 2014.
"Казанова против Дон Жуана" (Антологија савремене српске комедије, Zepter Book World, Beograd, 2018)
"Аписова клетва и друге драме" , Zepter Book World, 2020.
""Књаз" ("Кнез Михаило - Балкански Хамлет, изабране драме", Zepter Book World, Бгд, 2023).

### Фељтони
- "Атоми за живот или смрт"
- Игре кажњене смрћу,
- Нови опасни свет,
- Ика Панић – српски Шиндлер,
- Чему стреми Америка
- "Оружје страшног суда"
- "Човечанство пред слепим зидом"

### Преводи
- Ема удова Ђокаста (драма Алберта Савинија, италијански),
- Непријатељ народа (драма Х. Ибзена у адаптацији А.- Милера, енглески),
- Алиса у огледалу (проза за децу Луиса Керола, енглески)
- Породица Тарана (сатирични стрип Џорџа Макмануса, енглески)

### Остало
Чланци, есеји, расправе, хумореске, преводи, позоришне критике, у часописима „Књижевност“, “Филм“, „Сцена“, „Драма“, те у листовима „Београдска недеља“, „Књижевне новине, „Вечерње новости“.

## Награде
1. Прва награда на јубиларном конкурсу Српског народног позоришта у Новом Саду, поводом 100-годишњице, за драму “Илон – ишчезли град” (1962).
2. Прва награда на конкурсу Радио Београда за радио-комедију “Вештац” (1966)
3. Друга награда на конкурсу Радио Београда за радио-комедију “Поликарп” (1968).
4. Друга награда на јубиларном конкурсу Народног позоришта у Београду, поводом 100-годишњице, за драму “Кафана у луци”, (1969).
5. Трећа награда на конкурсу Радио Београда за радио-комедију“Бродолом и како га извести” (коаутор Предраг Голубовић), 1970.
6. Медаља „Златни лав“ на Фестивалу у Венецији за филм „Бубе у глави“ редитеља М. Радивојевића, 1970. (аутор сценарија)
7. Сребрна „Арена“ на Фестивалу у Пули за филм „Бубе у глави“, 1970. (сценарио)
8. Спомен-плакета Града Београда за допринос развоју Града, 1974.
9. Прва награда на конкурсу Народног позоришта у Зеници за комедију “Пси” (1981).
10. Једна од три равноправне награде на конкурсу Народног позоришта Босанске Крајине у Бањалуци, за драму “Сан зимске ноћи”(1983).
11. Награда за беседништво на енглеском језику, на Светском телевизијском фестивалу у Нагоји (Јапан, 1993).
12. “Grand Prix” Фестивала подморског филма у Београду, 2002, за документарни филм „Џин на дну мора – операција Зента“ (сценарио)
13. Специјална награда на Фестивалу у Антибу (Француска) 2002. за документарни филм „Џин на дну мора – операција Зента“ (сценарио)
14. “Златни беочуг” за допринос култури Београда (2003).
15. Награда “Бранислав Нушић”, Удружења драмских писаца Србије, за драму “Вукоманов повратак” (2006).
16. Награда за публицистику „Жика М. Јовановић“ Удружења новинара Србије за књигу “Рађање телевизијске професије” (2006)
17. Награда “Бранислав Нушић” Удружења драмских писаца Србије, за драму “Јеретик” (2007).
18. Награда за животно дело УНС (2009).
19. Велики печат Народног позоришта, за посебан уметнички допринос (2012).
20. Национално признање за врхунски допринос култури (2013).
21. Диплома Zepter за тротомну Монографију о Опери и театру Мадленианум (2017).
22. Јубиларна повеља Опере и театра Мадленианум за уметнички допринос (2019)
23. "Златно перо", награда ДНВ (Нови Сад) за врхунске домете у новинарству (2019)
24. "Димитрије Давидовић", Награда УНВИНМ за животно дело у новинарству (2022)
25. "Нушићев жирадо", признање за утемељење српске савремене сатиричне приче (2023)

## Избор коментара и цитата
- У великом броју позоришних критика истичу се умеће и храброст Миодрага Илића у избору актуелне теме, мајсторство у компоновању драмске структуре и карактеризацији ликова, у вођењу радње која је увек занимљива и испуњена тензијом, у писању духовитог, животног дијалога. “Његове драме су беспрекорне како по форми, структури и језику, тако исто, а можда и највише по интелектуалном хуманистичком ангажовању, по прогресиној мисли и оплемењујућем дејству”... (Проф. Др Мирослав Стојановић: ”Друштвено ангажовање у драмском делу Миодрага Илића”).
- Поводом праизведбе Илићеве трагикомедије “Валцер поручника Нидригена” у Хрватском народном казалишту у Ријеци, изречене су и написане оцене у којима се ово дело упоређује са делима Мирослава Крлеже (“Finalmente un autore sulle orme di Krleža”, “La Voce del Popolo“)), односно са делима Мусила, Буцатија, Кафке, Фон Хорвата, Сартра, Пазолинија, Орвела, Брешана, Шнајдера... (“Велики доживљај театра”, “Novi list”). А поводом неколико поставки Илићеве драме “Сан зимске ноћи”, лист “Политика” објавио је оцену једног од најбољих савремених драмских писаца, Андреја Хинга, који каже: “…Коначно смо добили текст у којем историја говори и урла и стење и јеца и шапуће на судбински начин, кроз уста живе, изванредно занимљиве личности.... Као стари театарски практик био сам одушевљен сигурношћу драмског поступка: модерна аналитска форма, тзв. отворена форма, често доводи до драматичног распадања приче и до распадања карактера; Илићу је успела тотална конзистентност у нарацији и психологији главног јунака, а то је много... Магистрална је сцена са Циганима, финале! Каква парада ликова, какво богатство ситуација. На том призору специјално честитам.” (“Политика”, 16. децембар 1983).
- Критичар Петар Џаџић у својој рецензији Илићевог романа „Где је крај улице“ пише: “Ми имамо мало познатих дела која на аутентичан и упечатљив начин говоре о тектонском потресу који је задесио српску грађанску класу и о истинској индивидуалној и колективној трагици којом су та догађања обележена... Тек у новије време чули су се аутентични гласови Слободана Селенића (“Писмо/глава”, “Очеви и оци”), као и Светлане Велмар-Јанковић (“Лагум”). Та дела вратила су дигнитет жртвама третираним тако често као “отпад историје”. Међу ова врхунска дела о судбини грађанства у невремену историје укључује се, ја у то чврсто верујем, и проза Миодрага Илића. Овај роман је узбудљив, једрим језиком писан, потресан, убедљив, доследан у свом реалистичком обликовању грађе, хуман, а биће подједнако близак и интелектуалној и мање интелектуалној публици”.
- Поводом истог романа критичар у листу “Борба” закључује: “Као интелектуалац модерног сензибилитета Миодраг Илић је са изузетним енциклопедијским знањем, али и са готово лирским осећањем у свој роман унео читав наш 20. век. Ефикасним и рељефним причама означио је кључна места у њему, па је и сам век преобразио у јунака романа, који није за њега само време, већ и Неко који осећа, који мислим и говори... Суочени са тим Илићевим причама схватамо да је он велики мајстор приповедања, сугестиван и атрактиван у исказу, у чијем приповедању је све у функцији историјског и филозофског мишљења, а изнад свега подређено разјашњавању човека у свим животним ситуацијама....” (“Памћења и привиђења”, “Борба.)
- Поводом драмског текста "Арлекинова последња авантура" и књиге "Драме о великанима", театролог др Рашко Јовановић је написао: "Као што смело обрађује савремене теме, које аналитички приказује са жељом да расветли све узроке и последице сукоба до којих долази у модерном друштву, Миодраг Илић о великанима из прошлости пише свестрано и, будући да савршено влада драмском техником, веома занимљиво, што чини да су све његове драме о великанима минулих векова ефектна сценска штива... Илић припада оним токовима српске и светске драматургије којима су основну интонацију дали писци што су приближили бројне великане прошлости нашем времену, као што су Бертолд Брехт ("Живот Галилеја"), Жан Ануј ("Бекет"), Мирослав Крлежа ("Michenangelo Buonarroti", "Кристофор Колумбо"), Албер Ками ("Калигула"), Жан-Луј Баро ("Рабле"), Ролф кохут ("Намесник") и др." ("Печат", бр. 557, 15. фебруар 2019)